# Tupasaari (ö i Södra Savolax, S:t Michel, lat 61,46, long 27,93)
Tupasaari är en ö i Finland. Den ligger i sjön Saimen och i kommunen Puumala i den ekonomiska regionen  S:t Michel och landskapet Södra Savolax, i den södra delen av landet, 210 km nordost om huvudstaden Helsingfors. Öns area är 2,2 hektar och dess största längd är 220 meter i nord-sydlig riktning.